# آگنو
شهر اگنو (به فرانسوی: Haguenau) در شهرستان برن در ناحیه آلزاس با جمعیت ۳۴٬۸۹۱ نفر در کشور فرانسه واقع شده‌است

## منابع

آگنو - Haguenau
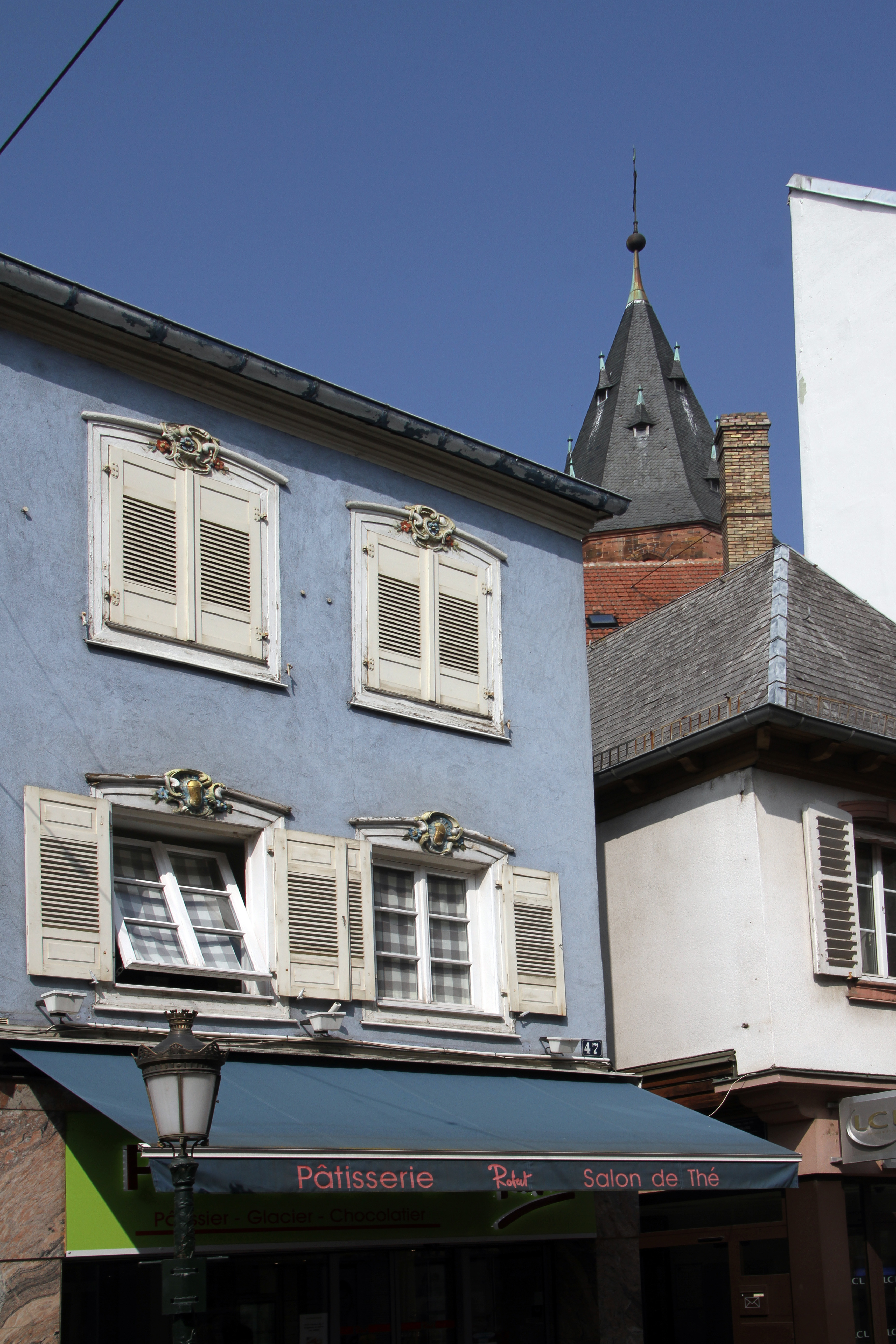
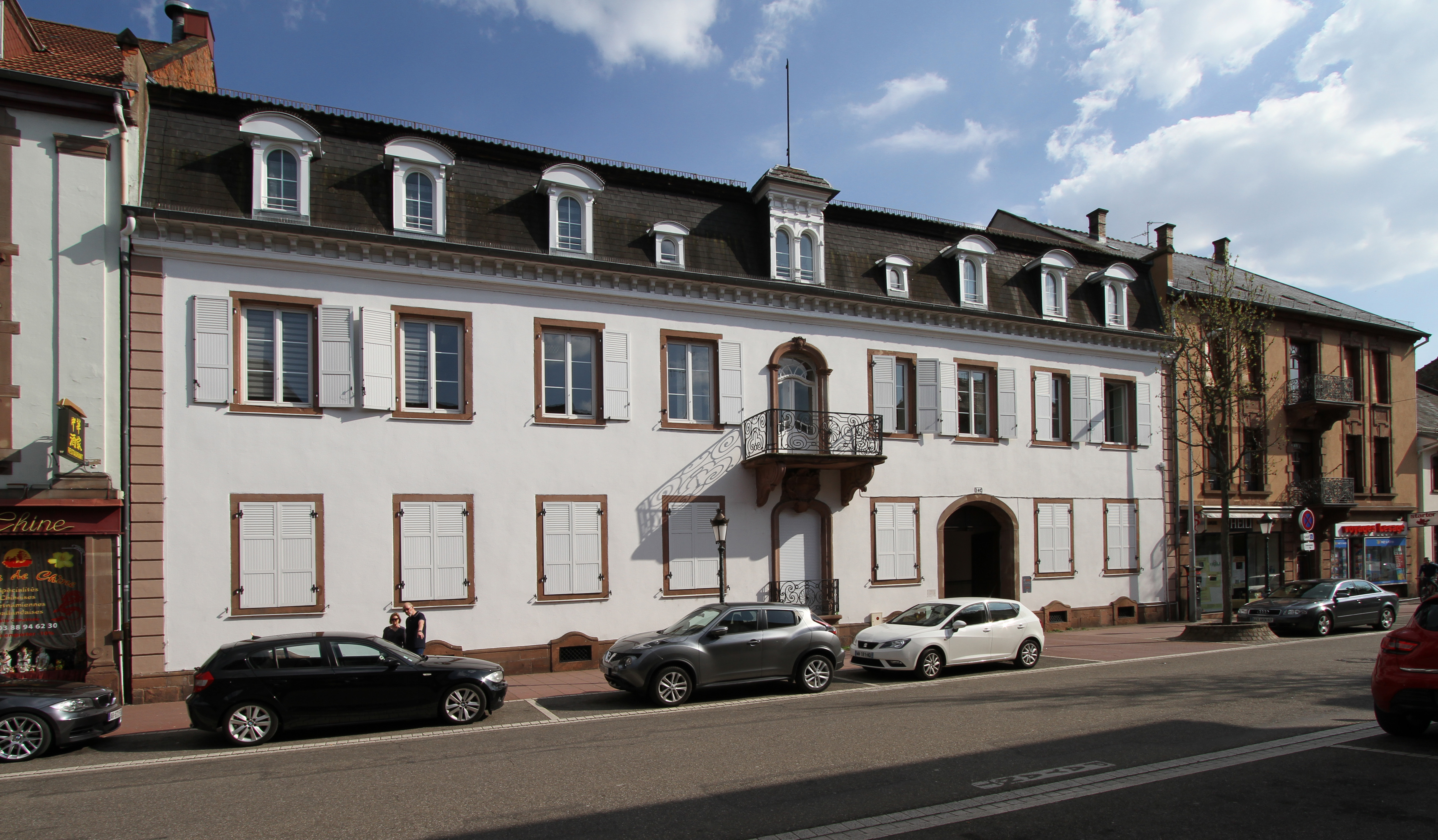
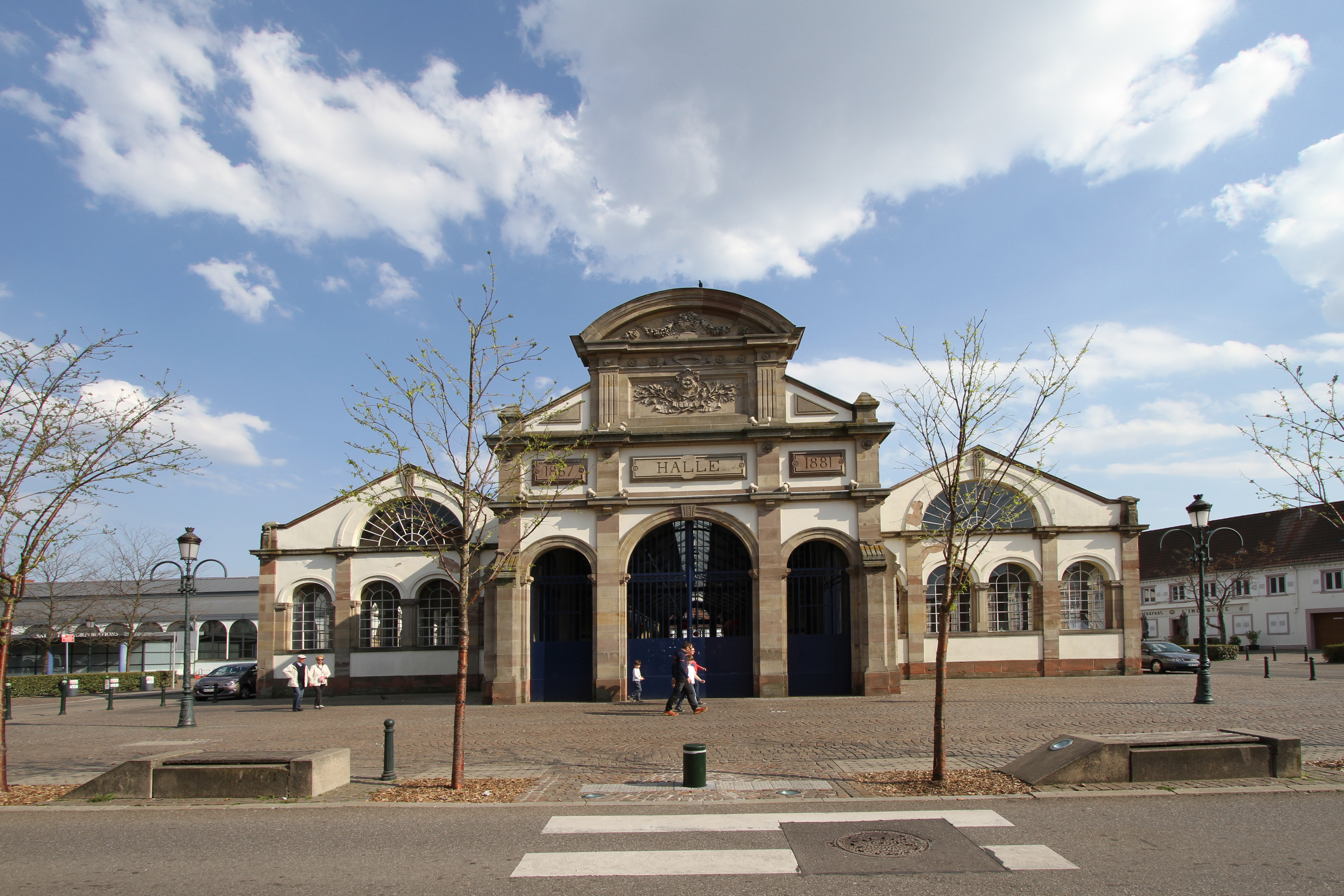
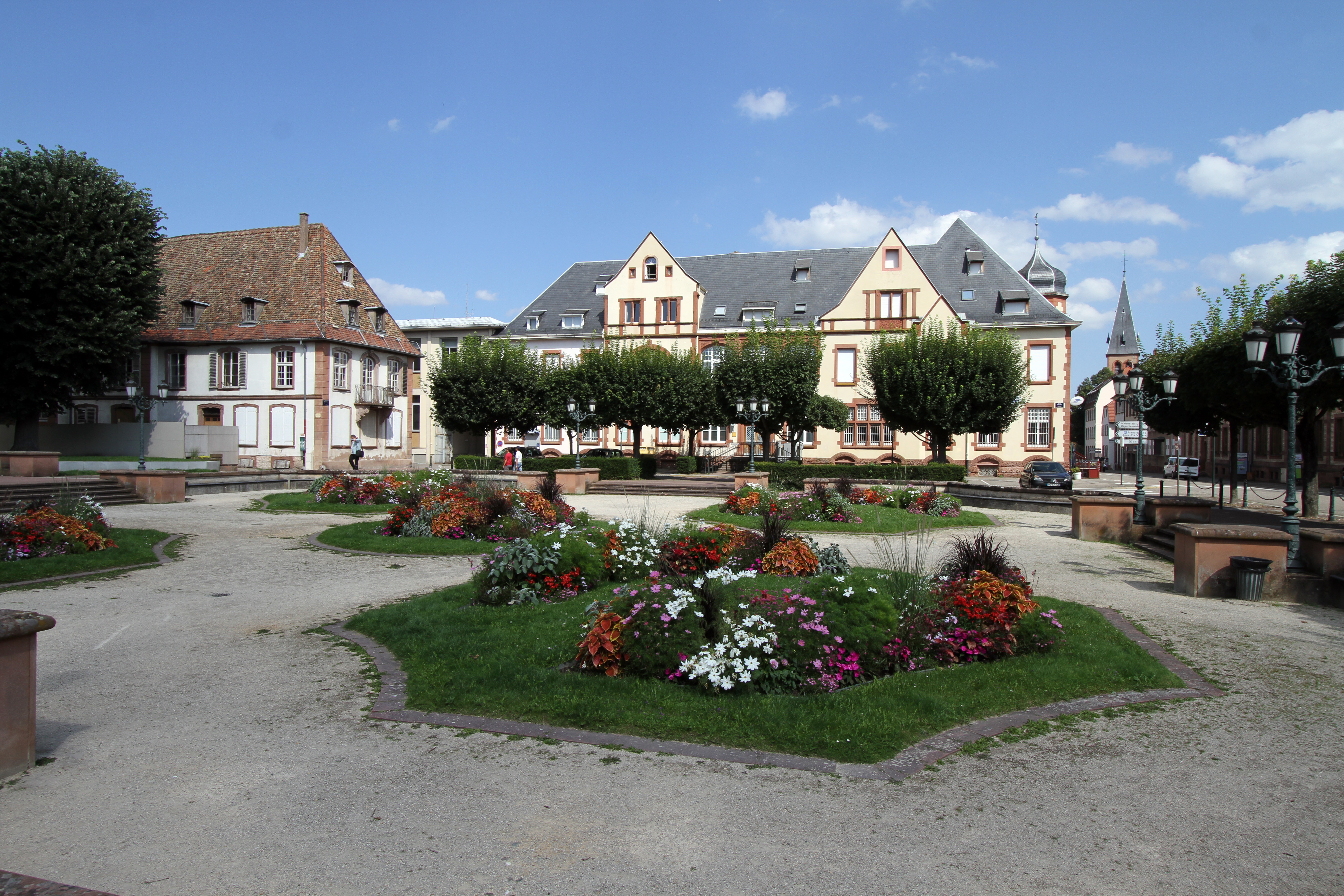
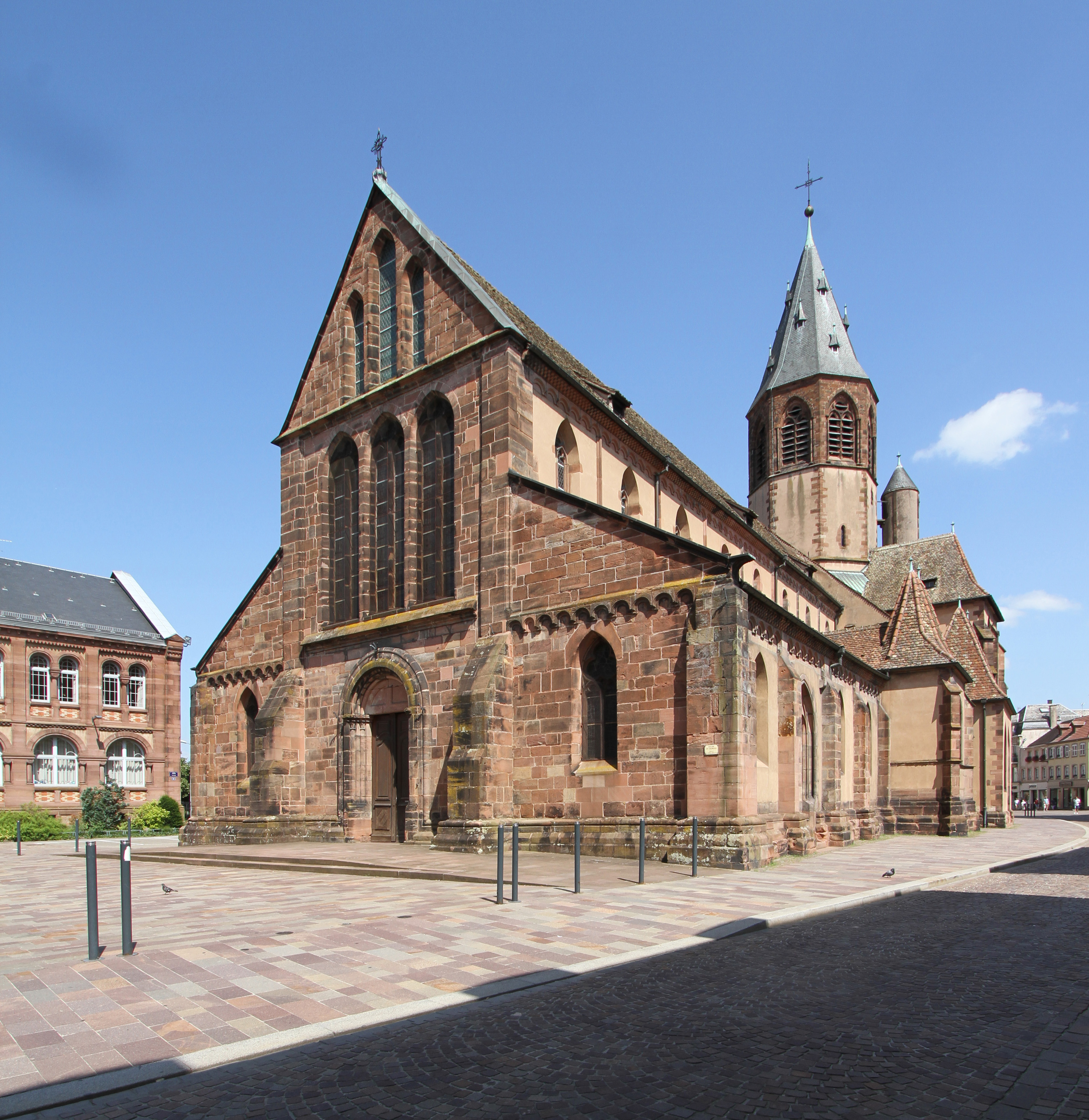
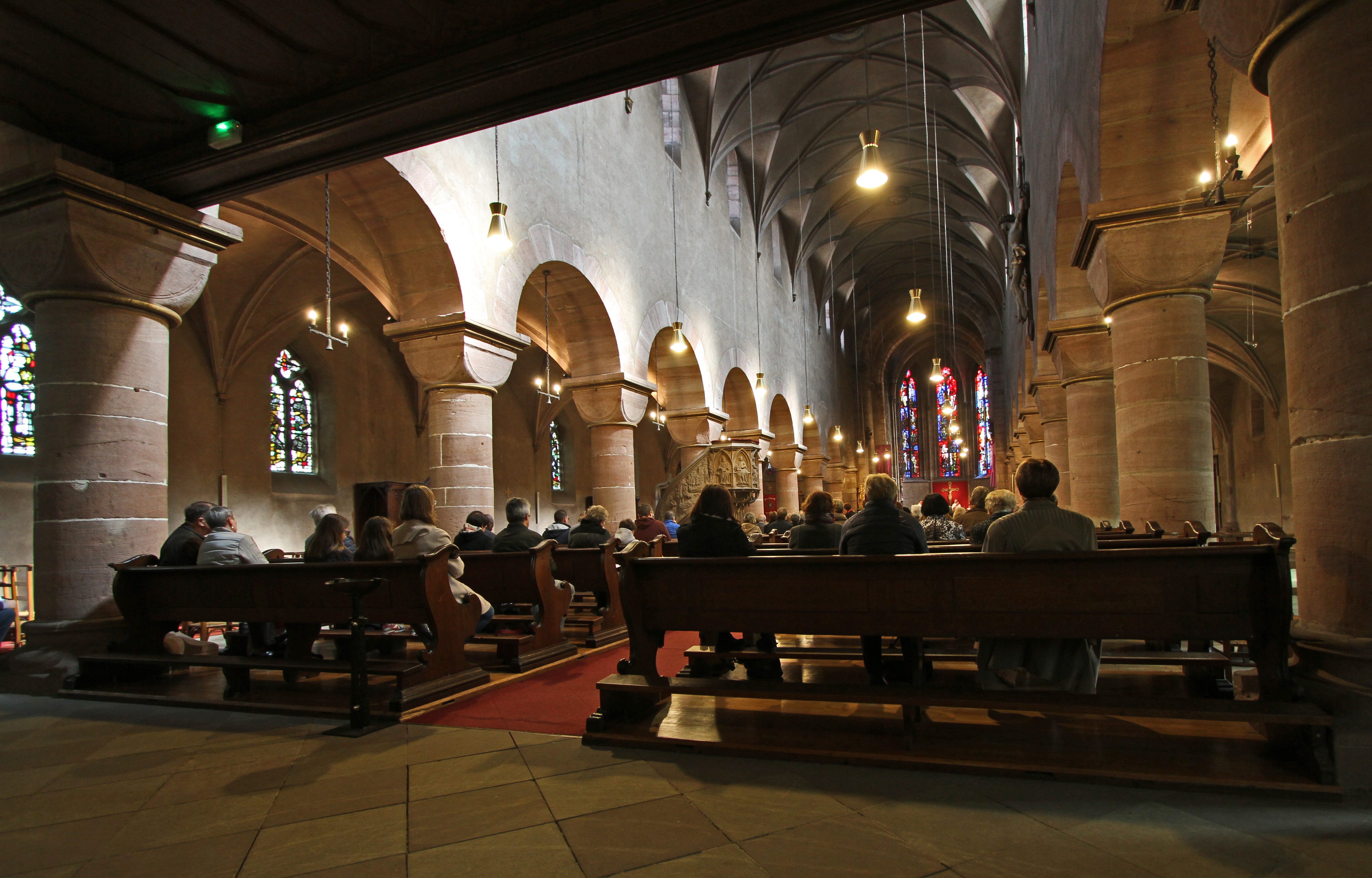
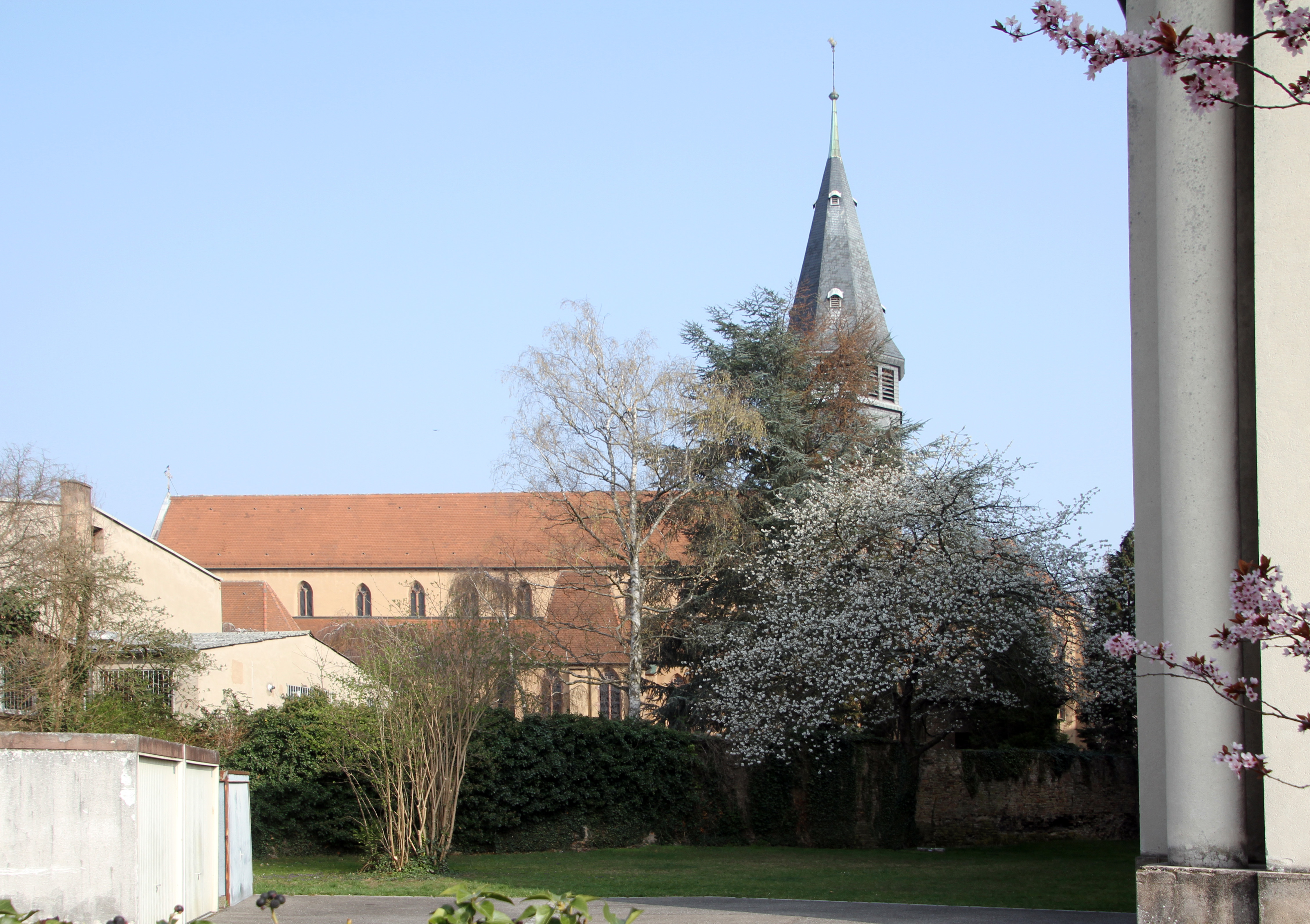
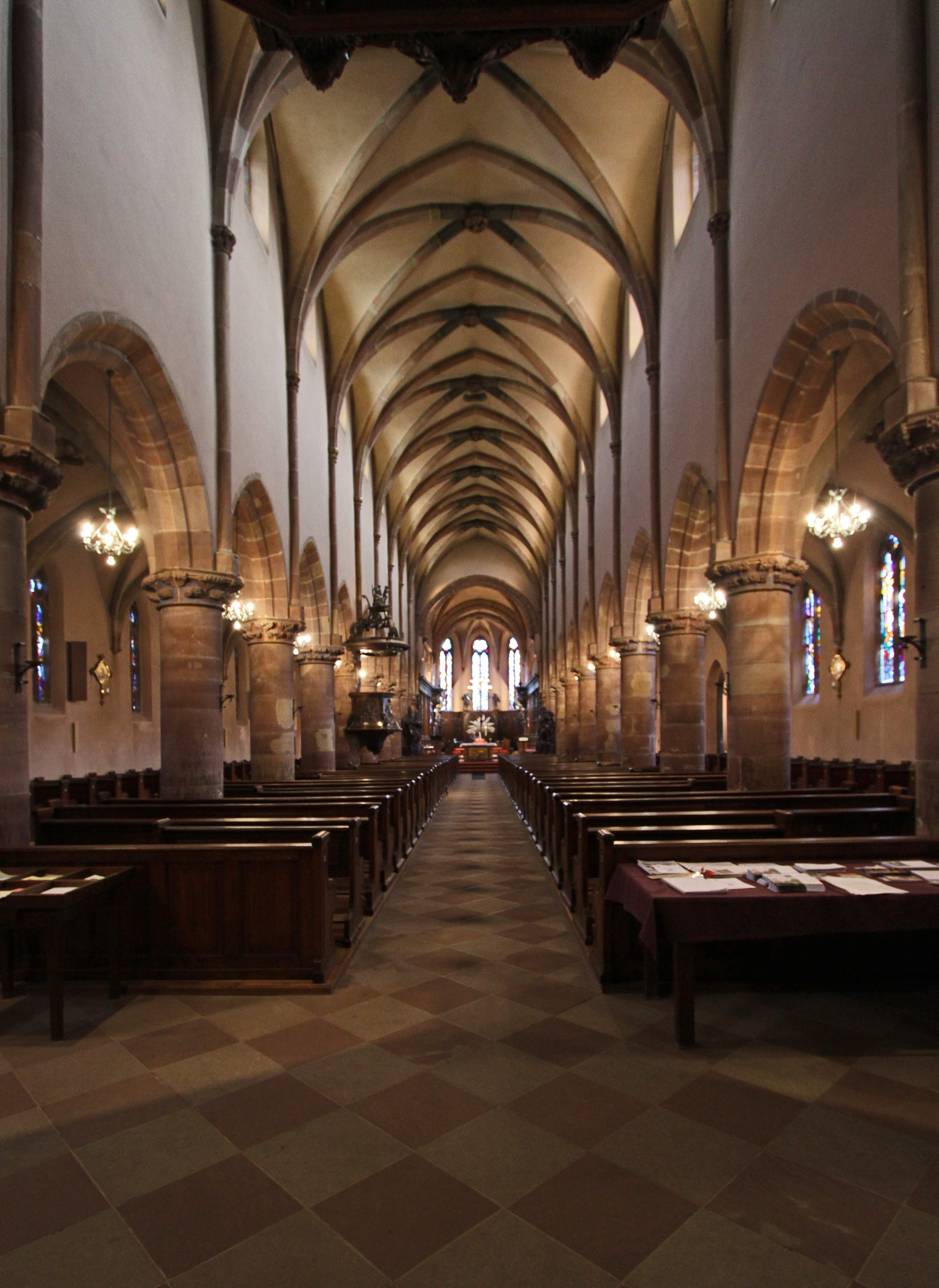
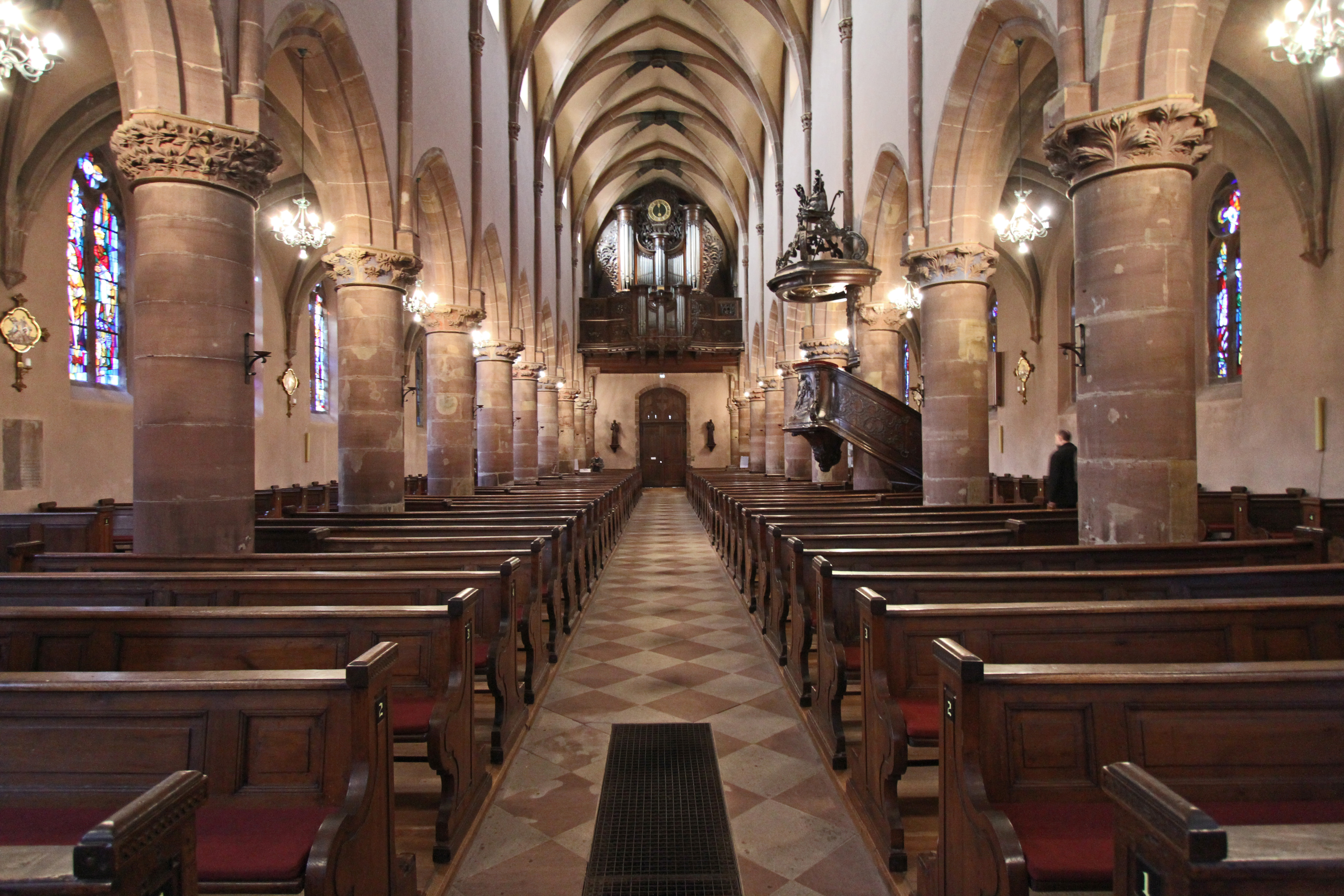
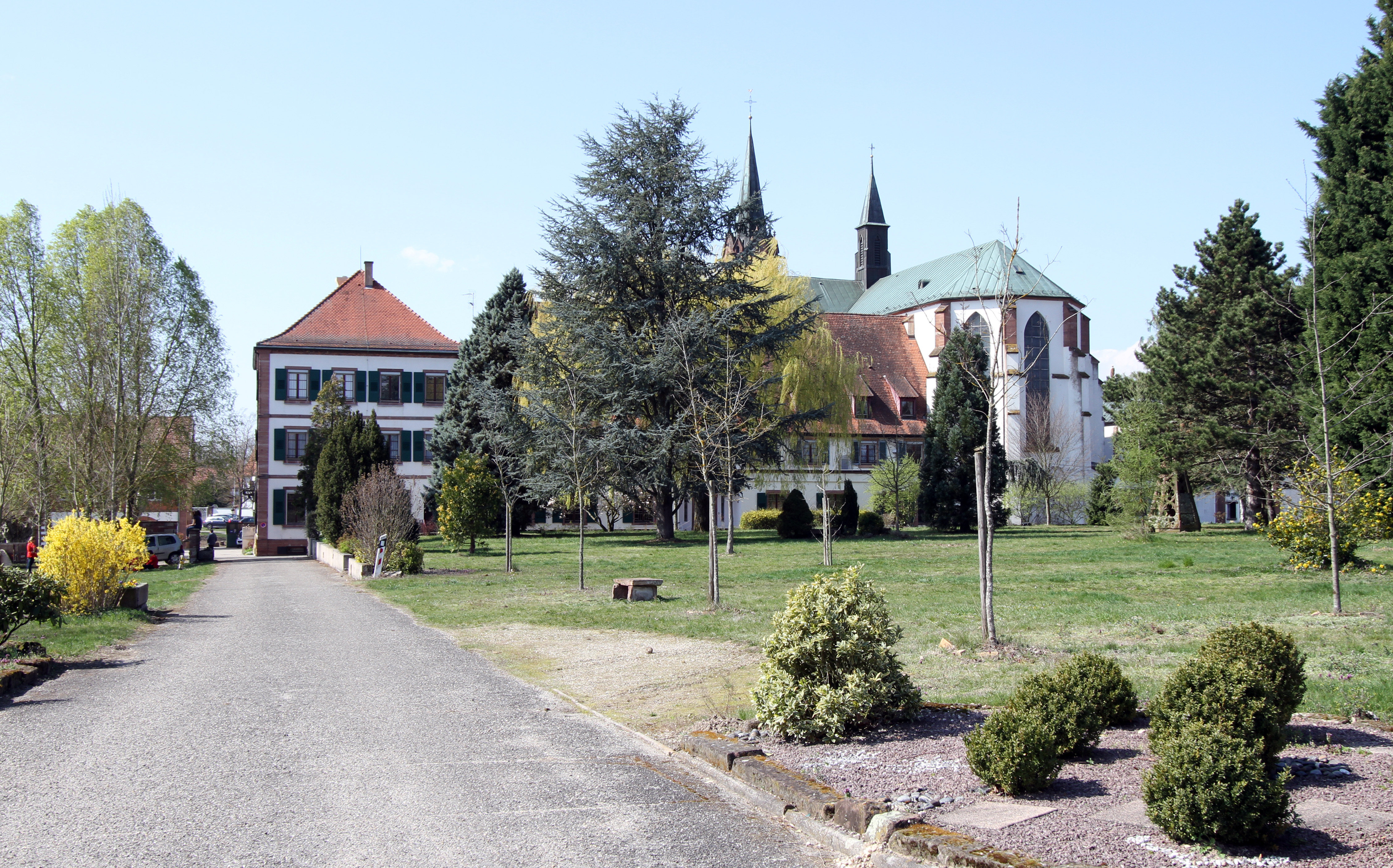